# ARMS (游戏)
《ARMS》（又译作）是一款由任天堂企划制作本部开发，并由任天堂发行於任天堂Switch上的3D格斗游戏。本作以游戏角色使用弹簧般的双臂或头发进行拳击为特色，玩家可以使用任天堂Switch的Joy-Con进行体感操作或直接以按键操作。
本作于2017年1月12日的任天堂Switch发布会公布，并于2017年6月16日于全球发售，透過更新支援简体與繁体中文。

## 概况
《ARMS》是一款由任天堂企划制作本部开发的3D格斗游戏，玩家将在一个固定场景中进行拳击对战，一局游戏可以最多有4名角色一起对战。《ARMS》中的角色通常都有可以伸缩自如的双臂，并以此作为攻击的主要手段；不过一些角色会因著體質特性，而使用可伸缩的头发或机甲进行战斗。除了角色特性，玩家可以通过更换不同属性和不同重量级的拳套，在游戏时获得不同的特殊能力。
游戏发售时有10名可操作角色，并承諾推出一年內會陆续免费增加角色、拳套、遊戲模式、活動和场景。2017年11月15日，任天堂香港官网宣布本作即将支持中文，並於同年11月30日，在4.1版的更新中加入了简体中文、繁体中文和韩文。2017年12月12日，官方宣佈完成最後一次內容更新。2019年6月，本作的定期活動亦宣告終結。
游戏除了主要的單打和雙打拳击对战模式以外，还有单挑灌篮、排球赛、打靶、百人斩等小游戏内容，可選擇跟電腦、線上玩家、線上或本地朋友進行對戰。通過不同遊戲模式，玩家可以获得游戏内的金钱奖励来购买更多拳套。
雖然官方未有安排完整的故事模式，但仍在官方公佈更新訊息和賽事前後資訊等透示世界觀資訊，主要顯示角色大部分都是在遠古神力眷顧下突然得到、或因嚮往而以人工技術製造出可伸縮的雙臂。一個暗地進行神秘雙臂測試的實驗室，借勢集結一眾角色組成協會和雙臂製造商，展開多場娛樂格鬥。

## 遊戲內容

### 角色
遊戲首發共有10名可操作角色：弹簧人（Spring Man）／丝带少女（Ribbon Girl）／忍者侠（Ninjara）／木乃伊大師（Master Mummy）／麵麵（Min Min）／机甲女孩（Mechanica）／双马尾巨星（Twintelle）／巴特与巴克（Byte & Barq）／眼鏡蛇小子（Kid Cobra）／基因人（DNA Man／Helix）
後續更新追加5名角色：最強铜领（Max Brass）／糖果萝拉（Lola Pop）／神灵勇士（Misango）／彈簧機械人（Springtron）／電磁博士（Dr. Coyle）
此外還有3名不可操作角色：拳布師（Cobutter／Biff）／鎖體魔頭（Hedlok）／RNA人（RNA Man／The Cell)

### 場景
每一位角色皆擁有各自的主場，遊戲首發共有10個可使用場景：弹簧競技場（Spring Stadium）／丝带擂台（Ribbon Ring）／忍者學院（Ninja College）／木乃伊醫院（Mausoleum）／拉麵碗（Ramen Bowl）／材料工廠（Scrapyard）／双马尾影院（Cinema Deux）／巡邏海灘（Buster Beach）／蛇紋公園（Snake Park）／基因實驗室（DNA Lab）
後續更新追加5個場景：天空鬥技場（Sky Arena）／糖果商業街（Via Dolce）／伸縮神殿（Temple Grounds）／拳擊擂台（Sparring Ring）／機密要室（NAME REDACTED）

## 反响
| 汇总媒体   | 得分   |
| ---------- | ------ |
| Metacritic | 77/100 |

| 媒体            | 得分    |
| --------------- | ------- |
| Destructoid     | 7/10    |
| Edge            | 90%     |
| 电子游戏月刊    | 8.5/10  |
| Game Informer   | 8.25/10 |
| Game Revolution | [ 12 ]  |
| GamesMaster     | 88%     |
| GamesRadar+     | 90%     |
| GameSpot        | 7/10    |
| GamesTM         | 80%     |
| Giant Bomb      | [ 15 ]  |
| IGN             | 8/10    |
| Nintendo Life   | [ 17 ]  |
| 任天堂世界报道  | 8/10    |
| Polygon         | 8/10    |
| VideoGamer.com  | 5/10    |
| Fami通          | 33/40   |

《ARMS》在刚发布时被游戏评论家们拿来与《Wii Sports》的拳击小游戏进行比较 。EDGE将它与其他任天堂游戏进行了比较，并认为“《ARMS》之于格斗游戏就像《Splatoon》之于射击游戏，或是《马里奥赛车》之于赛车游戏一样”。
《ARMS》获得了业界较好的评价，游戏评价综合网站Metacritic收集的96篇评测的综合评分为77分（100分满分）；另一家游戏评价综合网站Game Rankings收集的56篇评测的综合评分为77.32%。
2018年4月底公开的第四季（截止至2018年3月底）任天堂财报宣布本作全球销量已达185万份。
任天堂公開的財報指出截至2019年3月底銷量達到210萬份；依據CESA遊戲白皮書，截至2022年本作共售出272萬份

## 影响
2020年6月30日，《任天堂明星大乱斗 特别版》新增《ARMS》的角色「麵麵」作為新的DLC鬥士。